# İlkay Gündoğan
İlkay Gündoğan (Gelsenkirchen, Németország, 1990. október 24. –) török származású német válogatott labdarúgó, középpályás. A Premier League-ben szereplő Manchester City játékosa.

## Pályafutása

### Klubcsapatokban
A VfL Bochum együttesétől 18 évesen igazolt át az 1. FC Nürnberg-hez. 2009. szeptember 19-én az FC Bayern München ellen osztotta ki az első gólpasszát, majd 2010. február 20-án a Bayern ellen szerezte meg első gólját is.
2011. május 5-én bejelentette, hogy négy évre a Borussia Dortmund együtteséhez igazol. Egészen a 17-ik fordulóig kellett várnia, mígnem a SC Freiburg ellen megszerezte első gólját a Dortmund színeiben. 2012. március 20-án a SpVgg Greuther Fürth ellen győztes gólt szerzett, amivel a Német labdarúgókupa döntőjébe kerültek.
A 2012-13-as szezonban alapembere volt az UEFA-bajnokok ligája döntőjébe jutó Dortmundnak, ott azonban 2-1-es vereséget szenvedtek a Bayern Münchentől. 2013 július 27-én a német labdarúgó-szuperkupa döntőjében sikerült visszavágni, a Dortmund 4-2-re legyőzte a Münchent, és Gündogan szerezte a mérkőzés egyik gólját. Augusztusban hátműtéten esett át, majdnem egy teljes évet kihagyott. 2015. április 28-án gólt szerzett a Bayern ellen 2-1-re megnyert kupadöntőben. 2015 július 1.én meghosszabbította a szerződését 2017-ig. 2016 június 2-án a Manchester City szerződtette.
2023. június 26-án 2+1 évre szerződtette ingyen a katalán alakulat.
A 2023–2024-es idényben, a La Liga nyitófordulójában debütált a Getafe ellen döntetlenre végződő bajnokin.
Egy szezont követően visszatért a Manchester City csapatához.

### A válogatottban
Többszörös ifjúsági német válogatott.  2011. augusztus 4-én a felnőtteknél Joachim Löw jelölte a Brazil labdarúgó-válogatott elleni barátságos mérkőzésre, majd 10-én pályára is lépett. Ez volt a felnőttek közt az első szereplése. A Belga labdarúgó-válogatott ellen is jelölték a keretbe, de pályára nem lépett. A Svájci labdarúgó-válogatott ellen a második félidőben viszont pályára lépett. 2012 májusában a német szövetségi kapitány, Joachim Löw a 2012-es labdarúgó-Európa-bajnokságra utazó 23 fős keretébe nevezte. A német válogatott az elődöntőig jutott, de Gündogan nem lépett pályára a tornán. A 2014-es brazíliai világbajnokságról hátsérülése miatt maradt le. A 2016-os labdarúgó-Európa-bajnokságról szintén sérülés miatt maradt le.
2024. június 7-én bekerült Julian Nagelsmann szövetségi kapitány 26 fős keretébe, amely a 2024-es labdarúgó-Európa-bajnokságon részt vett.

### Válogatott góljai
| U21-es válogatott góljai | U21-es válogatott góljai | U21-es válogatott góljai | U21-es válogatott góljai | U21-es válogatott góljai | U21-es válogatott góljai | U21-es válogatott góljai                              |
| #                        | Időpont                  | Helyszín                 | Ellenfél                 | Gólok                    | Eredmény                 | Kiírás                                                |
| ------------------------ | ------------------------ | ------------------------ | ------------------------ | ------------------------ | ------------------------ | ----------------------------------------------------- |
| 1.                       | 2011. november 11.       | Dasaki Stadion, Akhna    | Ciprus                   | 2–0                      | 3-0                      | 2011-es U21-es labdarúgó-Európa-bajnokság (selejtező) |

## Sikerei
- Borussia Dortmund
  - Bundesliga: 2011–12
  - Német kupa: 2011–12
  - Bajnokok-ligája döntős: 2013
  - Német szuperkupa: 2013
- Manchester City
  - Angol bajnok: 2017–18, 2018–19, 2020–21, 2021–22, 2022–23
  - Angol kupa: 2018–19, 2022–23
  - Angol ligakupa: 2017–18, 2018–19
  - Angol szuperkupa: 2018
  - Bajnokok-ligája: 2022–23